# Curtis 1000 Europe AG
Die Curtis 1000 Europe AG war ein führender europäischer Hersteller von Briefumschlägen und Versandtaschen mit Sitz in Neuwied (Rheinland-Pfalz, Deutschland).

## Geschichte
Die Curtis 1000 Europe AG wurde 1983 als Joint Venture von dem deutschen Unternehmer Ingo Hafner und dem US-Unternehmen Curtis 1000 Inc. in Neuwied gegründet, wobei beide Partner jeweils die Hälfte der Firmenanteile hielten. 1992 kaufte das Unternehmen die Neuwieder Couvertfabrik (ehemals Neuwieder Couvertfabrik Willy Strüder, Neuwied), welche zukünftig den Kern der Curtis 1000 Europe AG bildete. In den folgenden Jahren wuchs das Unternehmen vor allem durch Zukäufe stetig weiter an und zählte zeitweise über 30 Tochtergesellschaften in sieben europäischen Ländern.
Nachdem die Unternehmer Ingo Hafner and Jürgen Platt 1998 die Anteile der Curtis 1000 Inc. an der Curtis 1000 Europe AG übernommen hatten, wurde diese am 8. September 1998 erfolgreich als bis dahin einziger deutscher Hersteller von Briefumschlägen an der Börse eingeführt. Die Neuemission erfolgte unter Führung der DZ Bank zu einem Preis von DM 18,00 pro Stammaktie. Zunächst am „Geregelten Markt“ gehandelt, wurde es ab 2007 im Börsensegment (General Standard) der „Deutschen Börse“ notiert. Außerdem war die Curtis 1000 Europe AG im Aktienindex CDAX enthalten. Es hatte zuletzt die Valorennummer 938826 bzw. die ISIN DE0005431001.
2008 musste eine Tochtergesellschaft der Curtis 1000 Europe AG, die 2003 erworbene Papierfabrik Hermes GmbH & Cie.KG in Düsseldorf, Insolvenz anmelden und schließen. Stark gestiegene Energie- und Rohstoffkosten hatten zu großen Verlusten geführt. Im selben Jahr veräußerte die Curtis 1000 Europe AG auch die erst 2006 erworbene Papierfabrik Fährbrücke Papier GmbH in Langenweißbach an einen privaten Investor, um sich wieder auf ihr Kerngeschäft Briefumschläge und Versandtaschen zu konzentrieren.
Am 4. Januar 2010 wurde das Insolvenzverfahren über das Vermögen der Curtis 1000 Europe AG und ihrer Tochterunternehmen eröffnet. Im selben Jahr wurde das Herzstück der Curtis 1000 Europe AG, die Neuwieder Couvertfabrik, von dem europäischen Marktführer in der Briefumschlagherstellung, der Mayer-Kuvert-network GmbH (ehemals Ernst Mayer, Heilbronn), teilweise übernommen und bis 2013 als NC Couvert GmbH weitergeführt.